# Лазуткин, Валентин Валентинович
Валенти́н Валенти́нович Лазу́ткин (10 января 1945, Московская область, РСФСР, СССР) — деятель советского и российского телевидения и радио. В 90-е годы получил широкую известность как организатор телерадиовещания. Заслуженный работник культуры Российской Федерации (1998).

## Биография
Родился 10 января 1945 года в Московской области.

### Образование
В 1973 году окончил экономический факультет МГУ по специальности «Экономика зарубежных стран».
В 1980—1983 годы учился в аспирантуре Академии общественных наук при ЦК КПСС (АОН) на кафедре теории и практики идеологической работы.
Кандидат философских наук (1983, тема диссертации: «Совершенствование пропаганды реального социализма на развивающиеся страны»).

### Карьера
В 1967—1974 годах работал в секторе Африки, Ближнего и Среднего Востока, затем — заведующим отделом печати и информации Комитета молодёжных организаций КМО СССР.
В 1974 году перешёл в Гостелерадио СССР по инициативе Юрия Летунова, возглавлявшего в то время главную редакцию информации ЦТ (программа «Время»).
В системе Гостелерадио СССР начал работать заведующим-редактором отдела развивающихся стран Главного управления внешних сношений (ГУВС). Коллегами, неофициальными наставниками в профессии, для Лазуткина стали журналист Леонид Золотаревский, Людмила Золотарева (специалист по западноевропейскому телевидению), Лев Королёв (специалист по Франции, первый начальник ГУВС).
В 1975 году Лазуткин стал заместителем начальника ГУВС, сохраняя за собой должность заведующего-редактора отдела, в 1985 году — начальником этого управления. Главной задачей руководителя ГУВС была работа по реализации обширных международных связей Гостелерадио, организация и контроль подготовки программ для зарубежных стран и совместных программ с телевизионными и радиовещательными компаниями этих стран.
ГУВС принимал активное участие в организации и проведении Олимпийских игр 1980 года, ряда других крупных международных мероприятий. При непосредственном участии Лазуткина в СССР впервые были организованы телемосты, для трансляций на зарубежных телеканалах создавались специальные тележурналы о жизни в СССР. Объём работы был настолько велик, что к моменту ухода Лазуткина с должности в штате ГУВС числилось более 500 человек.
В 1980-е годы — член Коллегии, заместитель председателя Гостелерадио СССР. Наряду с международной деятельностью занимался художественным, спортивным вещанием и публицистикой. Был ответственным за корреспондентскую сеть (124 корреспондента). В круг обязанностей входил, в частности, предварительный просмотр телепрограмм с дальнейшим решением о запуске их в эфир или, наоборот, закрытии. В 1982—1989 годах также отвечал за работу в Афганистане.
В 1991 году назначен первым заместителем председателя Гостелерадио СССР, затем — Всесоюзной телевизионной и радиовещательной компании. В 1987—1992 годах являлся президентом Совета Интервидения — телеорганизации социалистических стран. Интервидение занималось международными обменами (информация, сериалы, съёмки, трансляции). В обязанности Лазуткина также входило просматривать, отбирать и закупать зарубежный контент для отечественного телевидения. Основными критериями отбора были качество и моральная выдержанность.
Выступил против ГКЧП. 23 августа 1991 года издал приказ о «департизации» Всесоюзной ГТРК, этим приказом была прекращена работа всех партийных комитетов на радио и телевидении.
В сентябре 1991 года — феврале 1993 года — заместитель председателя — генеральный директор по международным связям и вещанию на зарубежные страны Всесоюзной телерадиокомпании, а затем РГТРК «Останкино». В сентябре 1992 года ушёл в отставку из-за разногласий с председателем телерадиокомпании Егором Яковлевым. В феврале 1993 года глава Правительства РФ В. С. Черномырдин вновь назначил его первым заместителем председателя РГТРК «Останкино». Был противником попыток Верховного Совета РФ в 1993 году создать «наблюдательные советы» на телевидении.
В декабре 1993 года Указом президента РФ Б. Н. Ельцина назначен первым заместителем руководителя вновь созданной Федеральной службы России по телевидению и радиовещанию.
С марта 1995 года по май 1998 года — руководитель Федеральной службы России по телевидению и радиовещанию. Выступал за демократизацию российского телерадиовещания, системы лицензирования телевидения и радио. За период его работы в руководстве ФСТР было выдано около 5 тысяч лицензий на теле- и радиовещание, создан телеканал «Культура» и многие другие телерадиокомпании. Принимал непосредственное участие в создании телекомпаний «Россия», «Культура», ТВЦ, «Мир», РБК, «Звезда», «Муз-ТВ», первой в СССР негосударственной радиостанции «Европа плюс», ряда других радиостанций и региональных телерадиокомпаний.
В 1996 году в ходе кампании по выборам президента координировал работу телевидения и радио. Получил благодарность Бориса Ельцина «за активное участие в организации и проведении выборной кампании». В 1999 году — благодарность Ельцина «За многолетнюю плодотворную деятельность в средствах массовой информации».
С мая по сентябрь 1998 года — советник по телевидению и радиовещанию председателя правительства РФ; в августе был избран ректором Гуманитарного института телевидения и радиовещания (с 2016 года — Институт кино и телевидения), а затем стал его президентом.
С 1991 по 2006 год входил в состав Совета директоров ВГТРК, ГТРК «Останкино», ОРТ, ТВЦ. Был членом Правления Академии российского телевидения. Вышел из состава академии в 2006 году по этическим причинам. Член Международной академии телевидения и радиовещания. С 2002 по 2007 год — вице-президент Ассоциации кабельного телевидения России. С 1989 года — член Комитета по делам воинов-интернационалистов при Президенте СССР (с 1992 года — при правительствах стран СНГ).
С октября 1998 года и по декабрь 2002 года — председатель межгосударственной телерадиоорганизации Союза Белоруссии и России — телерадиокомпании «Союз», а также в феврале 1999 года занял пост заместителя руководителя исполнительного комитета Союза Белоруссии и России (курировал социально-культурную сферу, науку и информационно-аналитическую работу). В 2001—2003 годах был председателем координационного совета российско-белорусской медиа-группы «Союз».
В 2004—2006 годах — советник мэра г.Москвы по телекоммуникациям, председатель советов директоров телекомпании «ТВ Центр», Московской телекоммуникационной корпорации КОМКОР и корпорации «Электронная Москва». В 2006—2011 годах — член Совета директоров группы компаний АКАДО. С 2006 года по настоящее время — советник ФГУП ВГТРК, а также с 2011 года по настоящее время — советник ФГУП Российская телевизионная и радиовещательная сеть.
С 1999 года и до закрытия в 2018 году возглавлял редакционный совет журнала «Broadcasting. Телевидение и радиовещание».

### Личная жизнь и интересы
Женат, имеет сына и дочь. Владеет французским и английским языками. Увлекается историей, африканистикой, телевизионным кино и театром.

## Награды и звания
Действительный член Российской академии естественных наук. Член Союза кинематографистов России, вице-президент Международной академии театра.
Кандидат философских наук, профессор. Заслуженный работник культуры Российской Федерации (1998). Почётный радист СССР.
Награждён российскими и советскими орденами и медалями, включая
- Орден «За заслуги перед Отечеством» III степени (8 декабря 2024 года) — за большой вклад в развитие отечественного телерадиовещания и многолетнюю плодотворную деятельность[8].
- Орден «За заслуги перед Отечеством» IV степени (16 ноября 2011 года) — за большие заслуги в развитии отечественного телерадиовещания и многолетнюю плодотворную деятельность[9].
- Орден Почёта (7 февраля 2008 года) — за большой вклад в развитие отечественного телерадиовещания и многолетнюю плодотворную деятельность[10].
- Орден Дружбы (12 мая 2016 года) — за большие заслуги в развитии телевидения и радиовещания, многолетнюю плодотворную деятельность[11].
- Орден Дружбы народов (1986).
- Орден «Знак Почёта» (1991).
- Медаль «Защитнику свободной России» (2 февраля 1993 года) — за исполнение гражданского долга при защите демократии и конституционного строя 19-21 августа 1991 года[12].
- Медаль «За боевые заслуги» (1989).
- Медаль «За трудовое отличие» (1982).
- Орден Русской Православной Церкви — святого благоверного князя Даниила Московского II степени (1995) за организацию всемирного телевизионного освещения празднования тысячелетия Крещения Руси в 1988 году[2].
- Кавалер ордена Искусств и литературы (Франция).
- Орден «Кирилл и Мефодий» I степени (Болгария).
- Заслуженный работник культуры Российской Федерации (31 июля 1998 года) — за заслуги в области культуры и печати, многолетнюю плодотворную работу[13].
- Почётная грамота Президента Российской Федерации (3 февраля 2016 года) — за заслуги в развитии культуры, средств массовой информации и многолетнюю плодотворную работу[14].
- Благодарность Президента Российской Федерации (16 августа 1999 года) — за многолетнюю плодотворную деятельность в средствах массовой информации[15].
- Благодарность Президента Российской Федерации (18 ноября 1997 года) — за активное участие в подготовке и проведении 850-летия основания г. Москвы[16].
- Благодарность Президента Российской Федерации (25 июля 1996 года) — за активное участие в организации и проведении выборной кампании Президента Российской Федерации в 1996 году[17].
- Лауреат Национальных премий им. Петра Великого и «Телегранд» за большой вклад в развитие теле- и радиоиндустрии России. Имеет премию Американской академии телеискусства «Эмми», премию «Золотой век Дискавери», премию Евровидения и премию Интервидения.
- 2024 — лауреат Премии имени Анатолия Лысенко в номинации «За личный вклад»[18][19][20][21].